# Speio
Speio (altgriechisch Σπειώ) ist in der griechischen Mythologie eine Tochter des Nereus und der Okeanide Doris und somit eine der Nereiden.
Homer erwähnt sie in der Ilias im Rahmen seiner Aufzählung der Nereiden, ebenso Hesiod in seiner Theogonie. Im Nereidenkatalog bei Hyginus Mythographus fehlt sie genauso wenig wie im entsprechenden Katalog der Bibliotheke des Apollodor. Eustathios von Thessalonike bietet in seinem Kommentar zur Ilias eine Herleitung des Namens. Speio (Σπεω) ist dargestellt auf einem im Würzburger Martin von Wagner Museum befindlichen Krater.